# 谷駅
谷駅（たにえき）は、静岡県浜松市都田町（開業時は旧・引佐郡都田村都田、現・浜松市浜名区都田町）にあった遠州鉄道奥山線の駅（廃駅）である。奥山線の廃線に伴い1964年（昭和39年）11月1日に廃駅となった。

## 歴史
- 1914年（大正3年）11月30日：浜松軽便鉄道元城駅 - 金指駅間開通に伴い開業[1][2][3]。
- 1915年（大正4年）4月24日：鉄道会社名を浜松鉄道に改称。それに伴い同鉄道の駅となる[1][3]。
- 1947年（昭和22年）5月1日：浜松鉄道が遠州鉄道と合併。それに伴い遠州鉄道奥山線の駅となる[1][3]。
- 1964年（昭和39年）11月1日：奥山線の廃線に伴い廃止となる[1][2][3]。

## 駅構造
廃止時点で、単式ホーム1面1線を有する地上駅であった。ホームは線路の南側（奥山方面に向かって左手側）に存在した。転轍機を持たない棒線駅となっていた。蒸気機関車運行時代は給水所として重要な位置を占め、自然水を貯槽する形の給水機が設置されていたが、晩年はその跡も残っていなかった。また附近の沢からバケツに水を汲むこともあったという。
列車交換設備を有さない無人駅となっていた。駅舎は無いがホーム中央部分に開放式の待合所を有していた。ホームは遠鉄浜松方にスロープを有し駅施設外に連絡していた。
1916年（大正5年）頃の紀行文に、当駅で蒸気機関車の給水のために10分ほど停車した、との記述がある。1951年（昭和26年）のディーゼル化後辺りから利用者が急速に減り、乗客が手を上げないと停車しないこともあったという。

## 駅周辺
ひなびた山間の小駅であった。都田口駅から祝田駅へと至る区間は下り勾配となっており、当駅はその途中の木立を抜けた見通しの良い築堤上に位置し、視界が開けた先には金指や祝田の町並みが見えた。駅のすぐ下に水車小屋があった。丘や木立など、奥山線の絶好の撮影地として知られていた。
- 国道257号[5]（姫街道（本坂通））
- 中部電力遠江変電所 - 当駅跡附近に建築された。

## 駅跡
1997年（平成9年）時点では、駅跡は判然としなかった。2010年（平成22年）時点でも同様であった。
また、1997年（平成9年）時点では、当駅跡附近に築堤と小さな鉄橋が残存していた。中部電力遠江変電所の前にある。2007年（平成19年）8月時点でもガーダー橋が確認でき、2010年（平成22年）時点でも同様であった。

## 隣の駅
遠州鉄道
奥山線
都田口駅 - 谷駅 - 祝田駅